# Перель, Соломон
Соломон Перель (также известен как Шломо Перель или Сэлли Перель; 21 апреля 1925, Пайне — 2 февраля 2023) — немецкий еврей, жил в советском детском доме, участвовал в качестве немецко-русского переводчика немецкой армии в допросе сына Сталина, был в рядах нацистской молодёжной организации Гитлерюгенд. После войны уехал в Израиль. Писатель, оратор, общественный деятель. Видоизменённая история его жизни рассказана в художественном фильме 1990 года «Европа, Европа», основанном на автобиографии Соломона Переля «Я был Соломоном из Гитлерюгенда» (нем. «Ich war Hitlerjunge Salomon»).

## Биография

### Ранние годы и вторжение
Родился 21 апреля 1925 года в Пайне, Нижняя Саксония, Германия. Во время Первой мировой войны незадолго до Октябрьской революции его семья переехала в Германию с оккупированной немцами территории Российской империи. Отец — Азриэль, мать — Ребекка, старшие братья — Давид и Исаак (1910 г.р.), сестра — Берта. Семья преследовалась, когда нацисты пришли к власти. В 1935 году, после разрушения отцовского обувного магазина нацистами, отец Соломона перевёз семью в Лодзь (Польша), свой родной город.
Через несколько месяцев после нападения Германии на Польшу и присоединения Западной Белоруссии к Белорусской ССР на фоне слухов о скором создании Лодзинского гетто, на семейном совете было решено, что Соломону и его брату Исааку надо прорываться в Советский Союз. При переправе через Западный Буг С. Перелю спас жизнь советский пограничник, когда лодка, в которой был Соломон, перевернулась и он стал тонуть. В белорусском Гродно Соломон попал в детский дом, находившийся под шефством танкового полка Красной армии, в то время как его брат Исаак уехал в Вильнюс.

### Маскировка
В первый же день после нападения Германии на СССР Соломон вместе с группой еврейских детей покинул детский дом и пешком отправился на восток. В деревне рядом с Минском был схвачен нацистами и во время сортировки пленных сказал, что он фольксдойче (этнические немцы, проживающие за пределами Германии), а чуть позже придумал себе новое имя — Йозеф Перьел (нем. Joseph Perjell). Поскольку он был рождён в Германии и говорил на немецком в совершенстве, происхождение Соломона не вызвало сомнения у немцев. Офицер ваффен СС комендант гитлерюгенда был определен его законным опекуном. Соломон был принят в воинскую часть в качестве русско-немецкого переводчика. Находясь под Смоленском, он участвовал в допросе сына Иосифа Сталина, Якова, офицера Красной Армии. Как обрезанный еврей, Перель постоянно находился под угрозой разоблачения немецкими солдатами, но бежать через линию фронта не отважился.
Поскольку Соломон был несовершеннолетним, его направили в школу Гитлерюгенда в Брауншвейге, где он успешно продолжал скрывать своё еврейское происхождение. В то время у него была подруга по имени Лени. Она была горячей сторонницей нацизма, поэтому, несмотря на то, что Соломон любил Лени, он не осмелился сказать ей, что он еврей, опасаясь, что она его выдаст. Позднее мать Лени обнаружила, что Соломон еврей, но не стала раскрывать его тайну.
Ближе к концу войны Соломон был захвачен подразделением армии США, но был освобождён на следующий день. После путешествия в свой родной город и подачи десятков письменных запросов он, наконец, нашёл своего брата Исаака. Соломон узнал, что его отец умер от голода в гетто Лодзи, его мать была убита в машине-душегубке, а его сестра была застрелена во время марша смерти.

### После войны

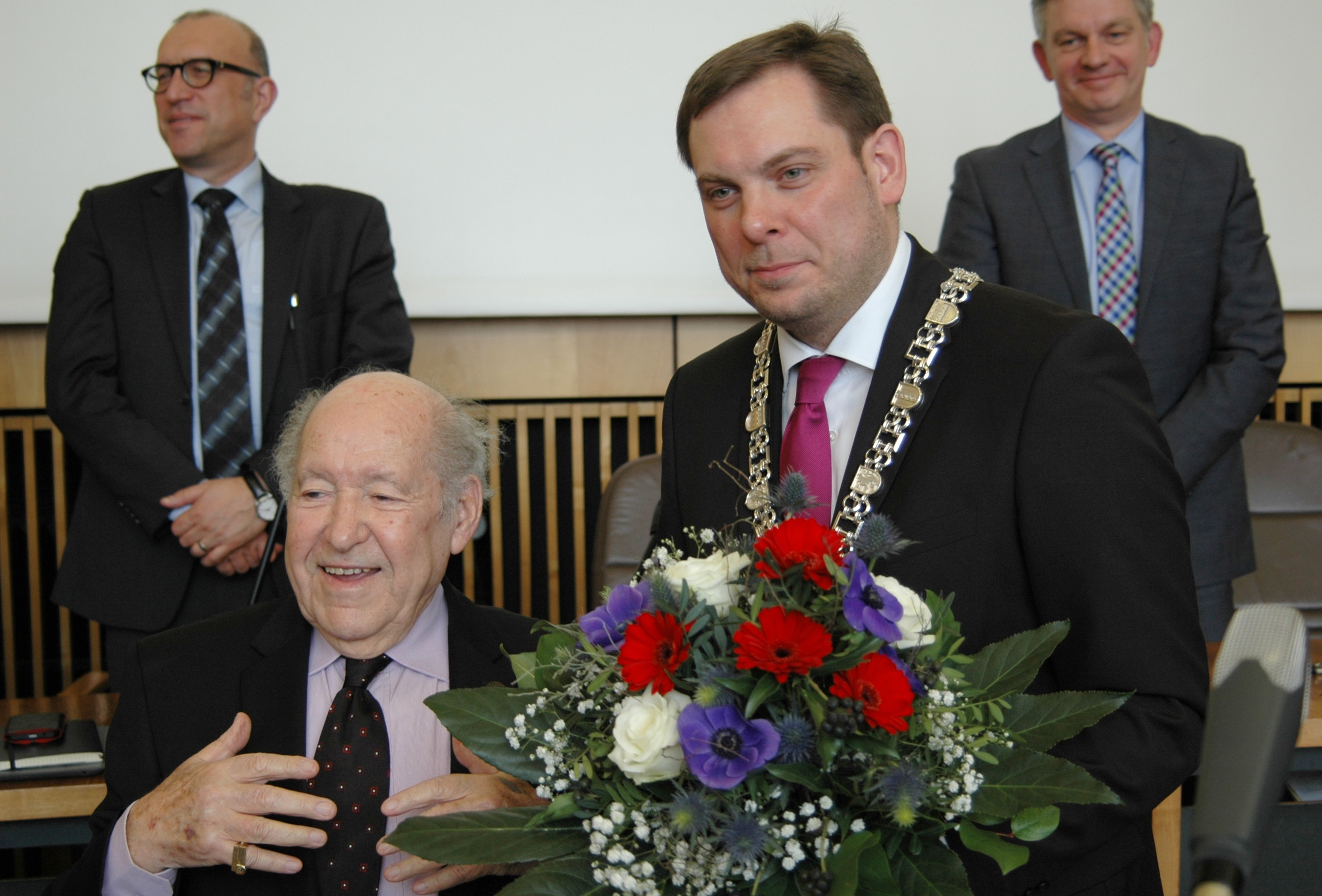
Церемония вручения кольца чести Оберхаузена

В 1948 году Перель переселился в только что получивший независимость Израиль, где он вступил в армию, чтобы воевать в Арабо-Израильской войне. Участвовал в боях за Иерусалим. Впоследствии он стал бизнесменом. Соломон не возвращался в Германию вплоть до 1985 года, когда по приглашению мэра города Пайне он приехал на годовщину разрушения городской синагоги.
В 2013 завод Volkswagen в Брауншвейге учредил премию имени Соломона Переля «За уважение и толерантность» для поощрения школьников.
До эпидемии коронавируса Соломон Перель разъезжал по миру и проводил беседы по всей Европе о своём опыте войны.
В ноябре 2015 посетил Москву, во время визита встретился со учащимися школы № 1540, принял участие в презентации русскоязычного перевода автобиографии и в передаче «Цена победы» на радиостанции «Эхо Москвы».
15 февраля 2016 года решением городского совета города Оберхаузен ему вручено кольцо чести.

## Автобиография и кино
Перель написал книгу о своей жизни, озаглавленную «Ich war Hitlerjunge Salomon» («Я был Соломоном из Гитлерюгенда»). Книга впоследствии была экранизирована в фильме 1990 года «Европа, Европа».